# Mercat Mahane Yehuda
El Mercat Mahane Yehuda (en hebreu: שוק מחנה יהודה) sovint és anomenat "mahane", el sobrenom utilitzat pels vilatans, és un mercat (originalment a l'aire lliure, però ara, almenys parcialment cobert) a Jerusalem, Israel. És popular entre els vilatans i els turistes per igual, amb més de 250 venedors en el mercat que venen fruites i verdures fresques; productes de fleca; peix, carn, i formatge, fruits secs, llavors i espècies, vins i licors, roba, calçat, articles per la llar, i productes tèxtils. Al voltant del mercat hi ha locals de falàfel i shawarma, bars, venedors de sucs, cafès i restaurants. El color i el soroll del mercat, es augmentat pels venedors que criden els preus dels seus productes als turistes. Els dijous i els divendres, el mercat està ple de compradors preparant-se pel Shabat.